# Viva Belarus!
Viva Belarus! (em bielorrusso: Жыве Беларусь!, em bielorrusso-latino: Žyvie Biełaruś!) é um slogan patriótico de Belarus que busca despertar a consciência da política nacional, a valorização da cultura e a independência de Belarus. As origens do slogan remontam ao movimento revolucionário de 1863-1864. O slogan era muito popular durante a existência da República Popular de Belarus.

## Historia

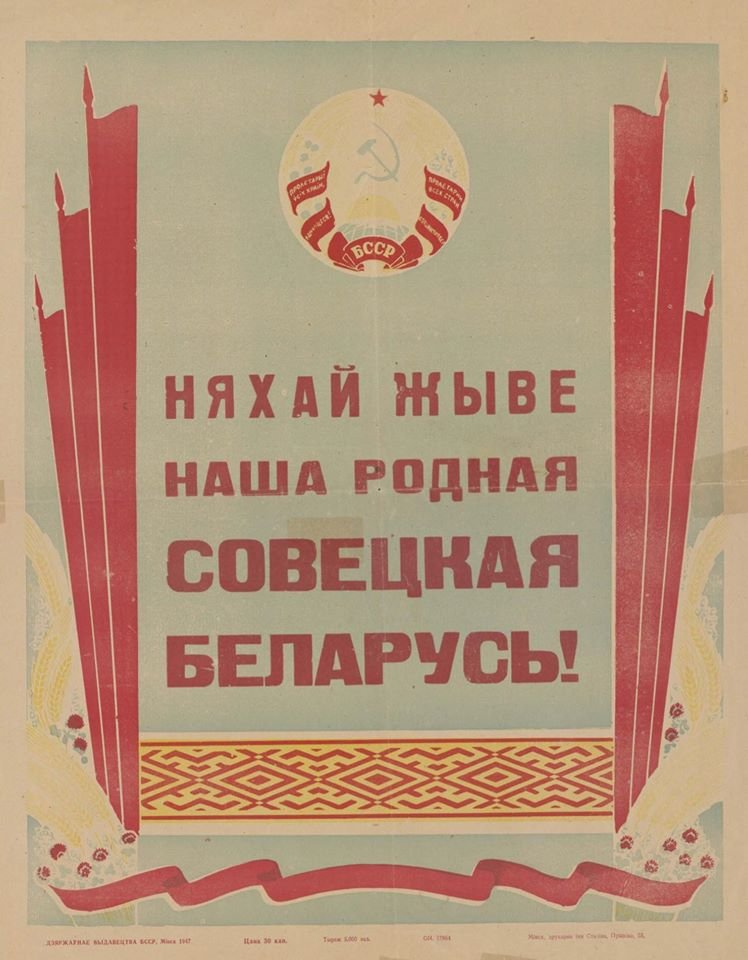
Cartaz da República Socialista Soviética da Bielorrússia: "Longa vida a nossa terra natal Bielorrússia Soviética", 1947

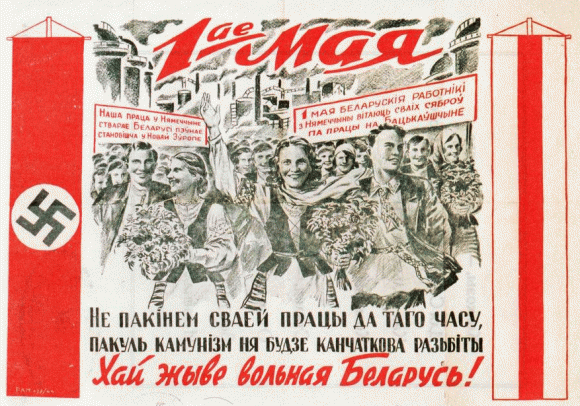
Cartaz Nazi-Bielorrusso celebrando o Dia do Trabalhador: "Não deixaremos nosso trabalho até que o comunismo seja finalmente derrotado. Viva Belarus livre!" — "Nosso trabalho na Alemanha cria uma certa situação para Belarus na Nova Europa." — "Em 1 de maio, trabalhadores bielorrussos da Alemanha cumprimentam seus amigos que trabalham na pátria."

Viva Belarus! (Жыве Беларусь!) teve origem durante um movimento rebelde de 1863-1864.
Em dezembro de 1917, o Primeiro Congresso Bielorrusso exibiu a bandeira com a inscrição "Viva Belarus Livre!".
O slogan é exibido no logotipo de um importante jornal estatal, o Narodnaya Gazeta. No entanto, houve casos de detenções por proclamar publicamente o lema em manifestações.
O slogan é até os dias de hoje usado por oponentes do presidente Aleksandr Lukashenko, tanto dentro quanto fora do país. Também voltou a ser muito usado durante os protestos de 2020 em Belarus.